# Dinaelurus
Dinaelurus es un género extinto de mamíferos de la familia Nimravidae, endémico en América del Norte desde el Eoceno hasta el Oligoceno (desde hace 30,8 a 20.6 millones de años), viviendo por aproximadamente 10,2 millones de años.
Se cree que Dinaelurus era un depredador corredor, que corría para atrapar sus presas. Este supuesto se basa en su cara corta y grandes narinas, similar al guepardo, un depredador corredor.

## Taxonomía
Dinaelurus fue descrito por Eaton (1922) y la especie tipo es Dinaelurus crassus. Fue asignado a la familia Nimravinae por Flynn y Galiano (1982), y Bryant (1991); a Nimravidae por Eaton (1922) y Martin (1998).

## Distribución
El espécimen descrito por Eaton en 1922 fue descubierto en la Formación John Day en el estado de Oregón, Estados Unidos.